# Équipe de Belgique de football en 1973
Maillots
Chronologie
Saison précédente Saison suivante
L'équipe de Belgique de football dispute en 1973 les éliminatoires de la Coupe du monde en Allemagne de l'Ouest.

## Objectifs
Le seul objectif de la saison pour la Belgique est de tenter de se qualifier pour la Coupe du monde pour la seconde fois consécutive.

## Résumé de la saison
Après ces deux participations encourageantes à des tournois internationaux, la Belgique entame les qualifications pour la Coupe du monde 1974 avec confiance. Les joueurs terminent invaincus sans encaisser le moindre but mais sont toutefois devancés à la différence de buts par les Pays-Bas, avec qui ils ont partagé deux fois (0-0), et sont donc éliminés alors que les Pays-Bas seront finalistes du Mondial. Le dernier match de qualification voit les Pays-Bas accueillir les Belges. Si le score final est de 0-0, il est remarquable de souligner que les Belges se voient injustement retirer l avantage d'un goal annulé en toute fin de match pour un hors-jeu imaginaire. Les Pays-Bas, finalement qualifié grâce à ce match nul, atteindront ensuite la finale du Mondial face à la RFA. 
La Belgique confirme ses bonnes performances lors des éliminatoires de l'Euro 1976, en terminant en tête de leur groupe devant la RDA, la France et l'Islande. Ils sont ensuite sèchement battus par les Pays-Bas en quart de finale (5-0) et (1-2). Les Belges sont une nouvelle fois opposés à leurs voisins bataves lors des qualifications pour la Coupe du monde 1978. Le résultat final est identique, les Néerlandais remportant le groupe haut la main.

## Bilan de l'année
L'objectif est manqué, sans avoir connu la moindre défaite mais à la différence de buts de dix unités en leur défaveur, les Diables Rouges doivent laisser filer la seule place qualificative de leur groupe aux Pays-Bas, ceux-ci atteindront la finale de la Coupe du monde.

### Coupe du monde 1974

#### Éliminatoires (Groupe 3)
| Rang | Équipe   | Pts | J | G | N | P | Bp | Bc | Diff |  | Résultats (▼ dom., ► ext.) |     |     |     |     |
| ---- | -------- | --- | - | - | - | - | -- | -- | ---- |  | -------------------------- | --- | --- | --- | --- |
| 1    | Pays-Bas | 10  | 6 | 4 | 2 | 0 | 24 | 2  | +22  |  | Pays-Bas                   |     | 0-0 | 9-0 | 5-0 |
| 2    | Belgique | 10  | 6 | 4 | 2 | 0 | 12 | 0  | +12  |  | Belgique                   | 0-0 |     | 2-0 | 4-0 |
| 3    | Norvège  | 4   | 6 | 2 | 0 | 4 | 9  | 16 | -7   |  | Norvège                    | 1-2 | 0-2 |     | 4-1 |
| 4    | Islande  | 0   | 6 | 0 | 0 | 6 | 2  | 29 | -27  |  | Islande                    | 1-8 | 0-4 | 0-4 |     |

- Sélection qualifiée pour la Coupe du monde 1974

## Les matchs
| Match amical                                                   | Belgique                    | 3 - 0   | Allemagne de l'Est | Stade olympique Anvers, Belgique                |                                                 |
| 18 avril 1973 · 20:00 heure locale · Historique des rencontres | Lambert 14e 80e · Dockx 74e | (1 – 0) |                    | Spectateurs : 4 671 Arbitrage : Achille Verbeke | Spectateurs : 4 671 Arbitrage : Achille Verbeke |
| 18 avril 1973 · 20:00 heure locale · Historique des rencontres | Rapport (RBFA) Rapport      |         |                    | Spectateurs : 4 671 Arbitrage : Achille Verbeke | Spectateurs : 4 671 Arbitrage : Achille Verbeke |

Note : Première rencontre officielle entre les deux nations.
| Coupe du monde 1974 Éliminatoires - Groupe 3                     | Belgique                                | 2 - 0   | Norvège | Stade Emile Versé Anderlecht, Belgique             |                                                    |
| 31 octobre 1973 · 20:00 heure locale · Historique des rencontres | Dolmans 32e (pen.) · Lambert 85e (pen.) | (1 – 0) |         | Spectateurs : 14 303 Arbitrage : Michal Jursa (cs) | Spectateurs : 14 303 Arbitrage : Michal Jursa (cs) |
| 31 octobre 1973 · 20:00 heure locale · Historique des rencontres | Rapport (RBFA) Rapport                  |         |         | Spectateurs : 14 303 Arbitrage : Michal Jursa (cs) | Spectateurs : 14 303 Arbitrage : Michal Jursa (cs) |

| Coupe du monde 1974 Éliminatoires - Groupe 3                      | Pays-Bas               | 0 - 0   | Belgique | Stade olympique Amsterdam, Pays-Bas            |                                                |
| 18 novembre 1973 · 14:30 heure locale · Historique des rencontres |                        | (0 – 0) |          | Spectateurs : 62 847 Arbitrage : Pavel Kazakov | Spectateurs : 62 847 Arbitrage : Pavel Kazakov |
| 18 novembre 1973 · 14:30 heure locale · Historique des rencontres | Rapport (RBFA) Rapport |         |          | Spectateurs : 62 847 Arbitrage : Pavel Kazakov | Spectateurs : 62 847 Arbitrage : Pavel Kazakov |

## Les joueurs
| Joueurs               | Joueurs           | Amical | QCM 1974 | QCM 1974 |
| --------------------- | ----------------- | ------ | -------- | -------- |
| Gardiens de but       |                   |        |          |          |
| Christian Piot        | Standard de Liège | 90     |          | 90       |
| Luc Sanders           | Club Bruges KV    | r      | 90,      | r        |
| Robert Roosbeeck      | R Charleroi SC    |        | r        |          |
| Défenseurs            |                   |        |          |          |
| Georges Heylens       | RSC Anderlechtois | 90     |          |          |
| Erwin Vandendaele     | Club Bruges KV    | 90     |          | 90       |
| Nico Dewalque         | Standard de Liège | 90     | 90       | 90       |
| Jean Thissen          | Standard de Liège | 90     |          | 90       |
| Georges Leekens       | Club Bruges KV    | r      |          |          |
| Fons Bastijns         | Club Bruges KV    |        | 90       |          |
| Gilbert Van Binst     | RSC Anderlechtois |        | 72e      | 76e      |
| Léon Dolmans          | Standard de Liège |        | 90       | r        |
| Gérard Desanghere     | RWD Molenbeek     |        |          | 76e ,    |
| Milieux               |                   |        |          |          |
| Wilfried Van Moer     | Standard de Liège | 90     |          |          |
| Jos Heyligen          | K Beerschot VAV   | 90     | r        |          |
| Maurice Martens       | R Racing White    | 90     |          | 90       |
| Léon Semmeling        | Standard de Liège | 61e    |          | 90       |
| Jean Dockx            | RSC Anderlechtois | 61e    | 90       | 90       |
| Jan Verheyen          | RSC Anderlechtois | r      | 90       | 90       |
| Attaquants            |                   |        |          |          |
| Raoul Lambert         | Club Bruges KV    | 90     | 46e      | 90 59e   |
| Paul Van Himst        | RSC Anderlechtois | 46e    | 90       | 90       |
| Jacques Teugels       | R Racing White    | 46e    |          |          |
| Frans Janssens        | K Lierse SK       |        | 90       |          |
| Yvo Van Herp          | KV Malines        |        | 46e      |          |
| Jean Janssens         | SK Beveren-Waes   |        | 90       |          |
| François Van Der Elst | RSC Anderlechtois |        | 72e      | r        |
| André De Nul          | RSC Anderlechtois |        | r        | r        |

Un « r » indique un joueur qui était parmi les remplaçants mais qui n'est pas monté au jeu.
1. 1 2 3 4 5 6  Première sélection officielle pour le joueur.
2. 1 2 3 4 5 6  Dernière sélection officielle pour le joueur.

## Aspects socio-économiques

### Couverture médiatique
| Jour de diffusion | Match                         | Compétition    | Diffuseur francophone | Diffuseur néerlandophone |
| ----------------- | ----------------------------- | -------------- | --------------------- | ------------------------ |
| 18 avril 1973     | Belgique - Allemagne de l'Est | Amical         | non diffusé           | non diffusé              |
| 31 octobre 1973   | Belgique - Norvège            | Coupe du monde | non diffusé           | non diffusé              |
| 18 novembre 1973  | Pays-Bas - Belgique           | Coupe du monde | non diffusé           | non diffusé              |

Source : Programme TV dans Gazet van Antwerpen.

## Sources

### Archives
1. ↑  (nl) « Concentra online archief », sur krantenarchief.concentra.be, Mediahuis.